# 시퀀스 (게임)

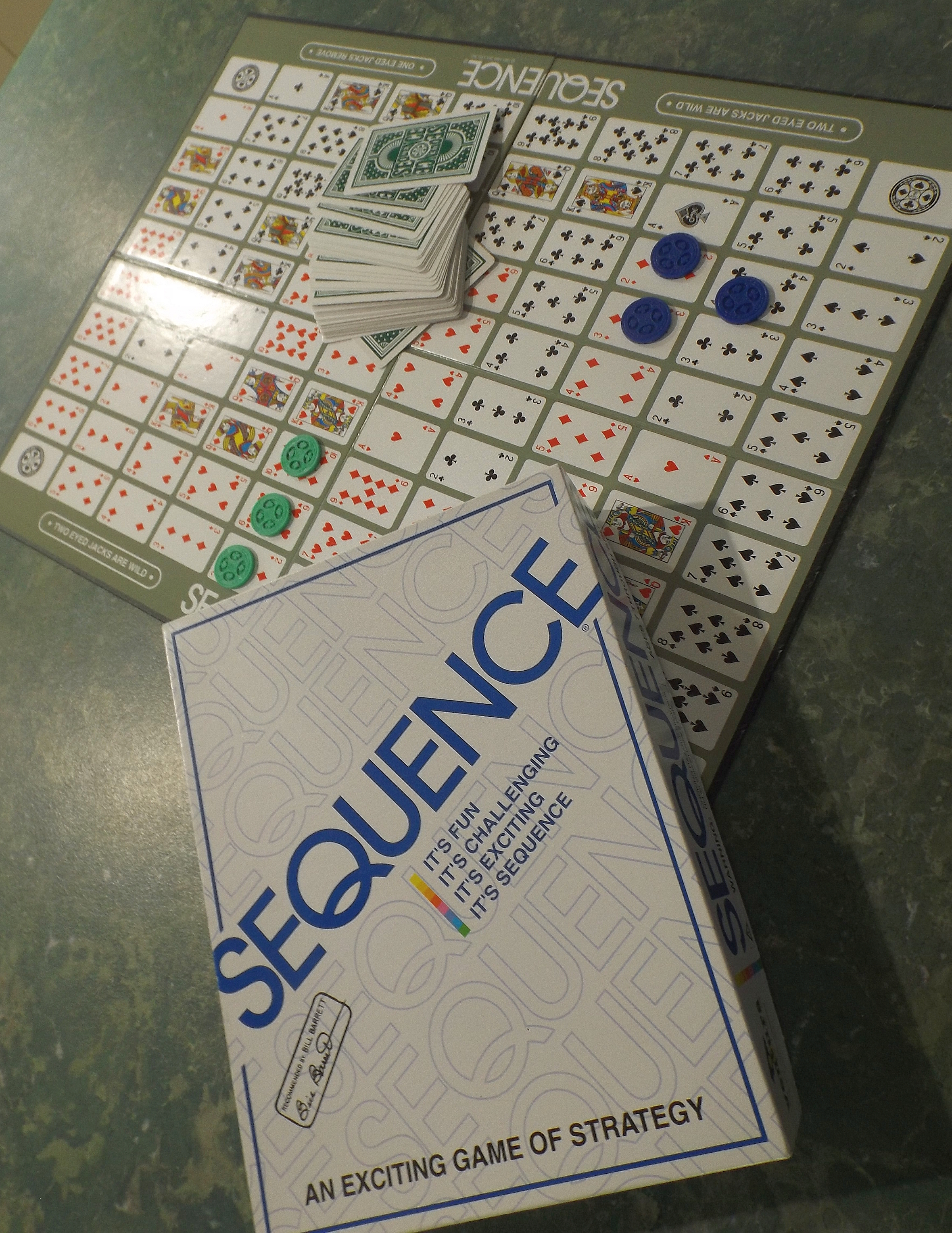
시퀀스 게임판 및 구성 요소

시퀀스(영어: Sequence→순서)는 Douglas Reuter와 Hamish에 의해 개발된 추상전략게임 보드게임이다. 그는 수년동안 게임 컨셉과 규칙을 고안해왔고, 1981년 6월 Jax Ltd. 에게 시퀀스를 판매할 독점적인 생산, 분배, 판매권을 제공하였다. 이 게임은 1982년에 처음으로 시중에 출시가 되었다. Douglas Reuter은 모든 판매되는 시퀀스 보드게임에 제작자로 명시되어있다.

## 구성 요소
게임판 500mm X 390mm; 설명서; 포커 칩 135개(파란색 50개, 초록색 50개, 빨간색 35개); 플레잉 카드 2세트

## 목적
빙고와 비슷한 방식으로, 게임판에서 가로, 세로, 대각선으로 5개의 칩이 연속적으로 이루어지면 1개의 시퀀스로 인정한다. 진행하는 인원에 따라 두 팀이면 2개, 세 팀이면 1개의 시퀀스를 완성시키면 승리할 수 있다.

## 게임 플레이 방법
보드게임을 시작하기 앞서, 인원 수에 따라 두 명일 경우 7장, 세 명일 경우 6장의 카드를 배분한다. 배분하고 남은 카드는 게임판 옆에 두며, "덱"(영어: Deck→뭉치, 더미)이라고 지칭한다

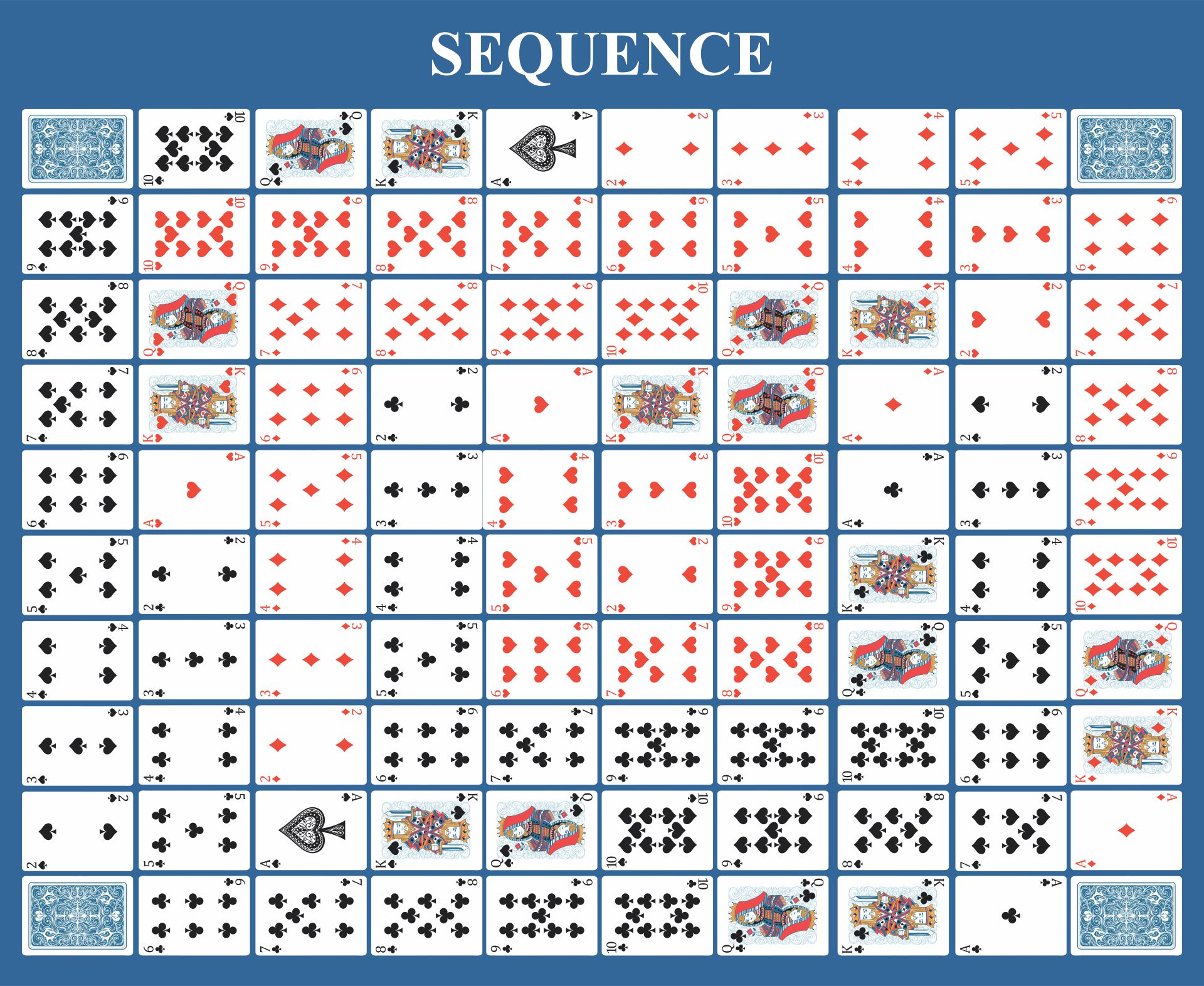
시퀀스 보드게임 판

본인의 차례에 손에 있는 카드 중 하나를 제출하고 게임판에서 해당 카드와 일치하는 칸에 본인의 칩을 넣을 수 있다. 그 후, 한 장의 카드를 덱에서 가져온다
여기서 조커 카드는 특별한 능력이 있는데, 카드 속 조커의 눈이 하나만 보일 경우 보드에 있는 (시퀀스가 완성되지 않은) 상대 칩을 하나 제거가 가능하며 조커의 눈이 두 개가 다 보일 경우 본인이 원하는 곳에 칩을 넣을 수 있다.
만약 조커로 인하여 본인의 패에 있는 카드를 사용할 칸이 없는 경우, 턴 한번을 소모하여 해당 카드를 제출 후 덱에서 새로운 카드를 꺼내올 수 있다.